# Stipagrostis karelinii
Stipagrostis karelinii là một loài thực vật có hoa trong họ Hòa thảo. Loài này được (Trin. & Rupr.) H.Scholz miêu tả khoa học đầu tiên năm 1970.